# Thymus serpylloides
Thymus serpylloides — вид рослин родини глухокропивові (Lamiaceae), ендемік Іспанії.

## Опис
Листки завширшки 0.5–1 мм. Віночок 5–6 мм. 
Квіткові стебла заввишки 1–8 см. Листки лінійно-ланцетні, довжиною 5–8 мм, густо пурпурово залозисті, від запушених до голих, війчасті на основі. Квіткові приквітки подібні до листків, але трохи ширші. Квіти пурпурові, довжиною 5-6 мм, з пурпуровими чашечками, у вільних головоподібних колосках. T.s. subsp. gadorensis має світло-сіро-зелені листки з жовтуватими залозами та блідо-рожевими квітами.

## Поширення
Ендемік пд. і пд.-сх. Іспанії.